# 李後主之去國歸降
《李後主之去國歸降》是粵劇編劇家葉紹德於1964年編撰的經典粵曲，是粵劇《李後主》的一節，由任劍輝、 白雪仙領導雛鳳鳴劇團在香港大會堂音樂廳首次演唱。此曲曾於1998年、1999年、2000年、2001年、2004年、2005年、2006年、2007年、2009年、2010年、2013年、2014年、2015年及2016年，14次獲得香港作曲家及作詞家協會「CASH最廣泛演出金帆獎（戲曲）」獎項。 
《李後主之去國歸降》有兩個主要版本。除上述首演版本外，另一版本為1972年6月24日，任白及雛鳳鳴劇團於無綫電視為六一八雨災賑災義演節目《無綫電視籌款賑災慈善表演大會》中義唱的版本，而首演版本較義唱版本為長。

## 故事簡述
宋朝趙匡胤建國初期，曾經强盛一時的南唐，傳至李煜，擅文采，雖然早已稱臣於宋，但是據長江天險，國富民強，仍有威脅。宋主命大將曹彬，出兵攻陷金陵。據說一向並不嗜殺的曹彬早已與眾將約定不得侵犯城中人民，而李煜因膽怯而沒有自殺，連同小周后往宋都軟禁。

## 主要人物
- 李後主
- 小周后
- 曹彬（將軍）：唱片錄音「第一版本」演唱者是蕭劍纓
- 胡則：兩個版本演唱者都是龍劍笙
- 張義：兩個版本演唱者都是朱劍丹
- 流珠：兩個版本演唱者都是江雪鷺
- 薛九：「第二版本」演唱者是言雪芬
- 宮娥
- 眾遺民

## 歌詞節選
《李後主之去國歸降》引用了李煜所作的《破陣子》
（李後主唱）四十年來家國
（女聲和唱）啊...
（李後主唱）三千里地山河
（小周后唱）鳳閣龍樓連霄漢
（男聲和唱）啊...
（小周后唱）玉樹瓊枝作煙籮
（李後主唱）幾曾識干戈，一旦歸為臣虜，沈腰潘鬢消磨。
（女聲和唱）啊...
（小周后唱）最是倉皇辭廟日，教坊猶奏別離歌，揮淚對宮娥
（船行漸遠江干眾臣民號哭呼喚白）主上珍重，娘娘珍重。（哀號聲不絕介） 